# Evgeniia Lopareva
Evgeniia Lopareva (en ruso: Евгения Лопарёва; Moscú, 30 de mayo de 2000) es una deportista francesa de origen ruso que compite en patinaje artístico, en la modalidad de danza sobre hielo. Ganó una medalla de plata en el Campeonato Europeo de Patinaje Artístico sobre Hielo de 2025.

## Palmarés internacional
| Campeonato Europeo | Campeonato Europeo | Campeonato Europeo | Campeonato Europeo |
| Año                | Lugar              | Medalla            | Categoría          |
| ------------------ | ------------------ | ------------------ | ------------------ |
| 2025               | Tallin (Estonia)   | Medalla de plata   | Danza sobre hielo  |